# Roche-en-Régnier
Roche-en-Régnier – miejscowość i gmina we Francji, w regionie Owernia-Rodan-Alpy, w departamencie Górna Loara.
Według danych na rok 1990 gminę zamieszkiwało 409 osób, a gęstość zaludnienia wynosiła 15 osób/km² (wśród 1310 gmin Owernii Roche-en-Régnier plasuje się na 461. miejscu pod względem liczby ludności, natomiast pod względem powierzchni na miejscu 270.).